# Центральноамериканські сосново-дубові ліси
Центральноамериканські сосново-дубові ліси (ідентифікатор WWF: NT0303) — неотропічний екорегіон тропічних та субтропічних хвойних лісів, розташований в Центральній Америці.

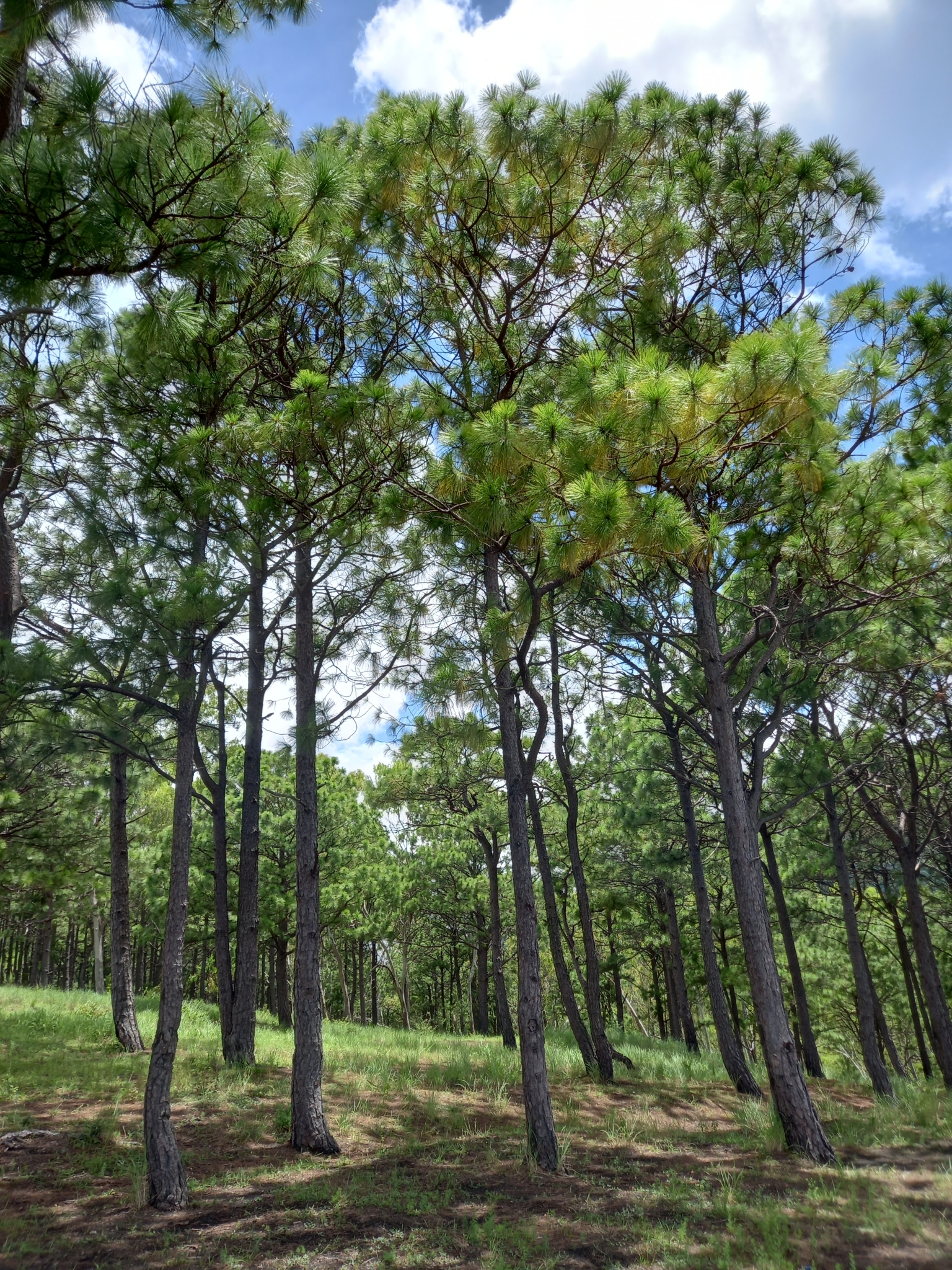
Сосновий ліс у Національному парку Лос-Волканес (Сальвадор)

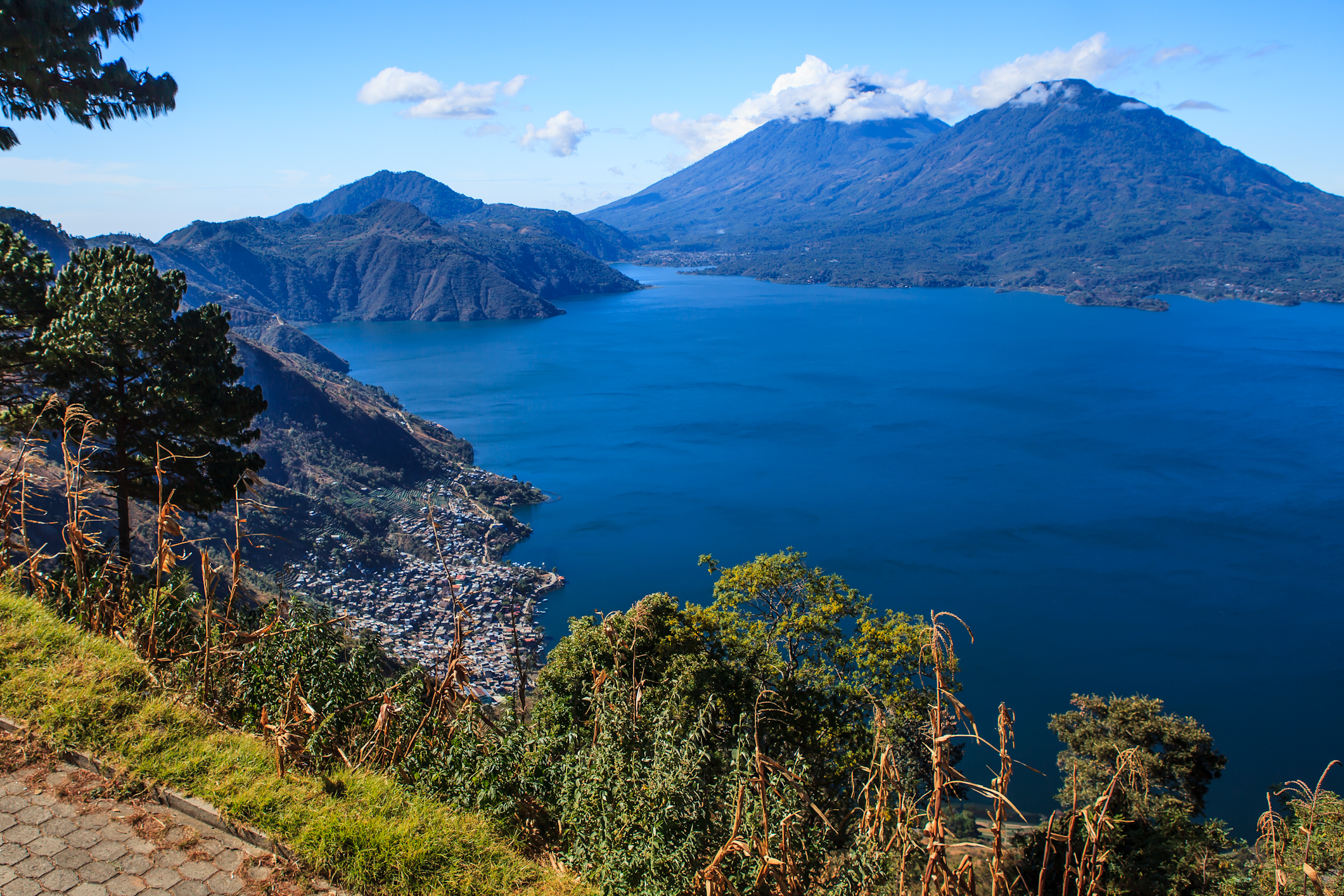
Ліси на узбережжі озера Атітлан (Гватемала)

## Географія
Екорегіон центральноамериканських сосново-дубових лісів охоплює територію площею майже 111 000 км², яка простягається від центральної частини мексиканського штату Чіапас через південь Гватемали та більшу частину Сальвадору і Гондурасу до центральних районів Нікарагуа. Він включає низку гірських масивів Центральноамериканських Кордильєр, що характеризуються складним й нерівним рельєфом, зокрема Чіапаське нагір'я в Мексиці, Гватемальське нагір'я в Гватемалі, Гондураське нагір'я в Гондурасі, гори Сьєрра-Мадре-де-Чіапас в Мексиці, Гватемалі і Сальвадорі та гори Амерріске в Нікарагуа. З геологічної точки зору в регіоні переважають палеозойські метаморфічні й осадові породи, граніти та ультраосновні гірські породи, які перемежовуються ділянками сильно еродованих третинних вулканічних порід.
Сосново-дубові ліси в Центральній Америці переважно поширені на висоті від 600 до 1800 м над рівнем моря. На нижніх висотах на північних і західних карибських схилах вони переходять у вологі тропічні ліси, які є частиною екорегіону центральноамериканських атлантичних вологих лісів, а на південних і східних тихоокеанських схилах та у внутрішніх долинах — у сухі тропічні ліси, які є частиною екорегіонів центральноамериканських сухих лісів та сухих лісів Чіапаської западини. На висоті понад 1800 м над рівнем моря сосново-дубові ліси екорегіону переходять у високогірні хмарні ліси, які є частиною екорегіонів гірських лісів Чіапасу, вологих лісів Сьєрра-Мадре-де-Чіапасу та центральноамериканських гірських лісів.

## Клімат
На низьких висотах екорегіону переважає саванний клімат (Aw за класифікацією кліматів Кеппена), а на великих висотах — високогірний субтропічний клімат (Cwb за класифікацією Кеппена). Середньорічна кількість опадів у горах регіону становить понад 1500 мм, збільшуючись з півночі на південь.

## Флора
В межах екорегіону зустрічаються різні рослинні угруповання, зокрема соснові, дубові та сосново-дубові ліси, у яких домінують різні види сосен (Pinus spp.) та дубів (Quercus spp.), а також гірські хмарні ліси. Сосново-дубові ліси Центральної Америки є найпівденнішою частиною комплексу Мадрейських сосново-дубових лісів, поширених в горах на південному сході США та в Мексиці. Вони позначають південну межу бореального флористичного впливу в Новому Світі.
У сосново-дубових лісах, поширених в горах Сьєрра-Мадре-де-Чіапасу, що простягаються паралельно узбережжю Тихого океану, переважають акатенанзькі дуби (Quercus acatenangensis), чіапаські сосни (Pinus chiapensis) та мексиканські білі сосни (Pinus ayacahuite). На великих висотах частіше зустрічаються сосни (Pinus spp.), зокрема чіапаські сосни (Pinus chiapensis), текунуманські сосни (Pinus tecunumanii), мексиканські білі сосни (Pinus ayacahuite) та тонкохвойні сосни (Pinus maximinoi), а на низьких висотах — різноманітні дуби (Quercus spp.), зокрема зморшкуваті дуби (Quercus corrugata), дуби Скіннера (Quercus skinneri), маслинові дуби (Quercus oleoides), сиві дуби (Quercus calophylla), акатенанзькі дуби (Quercus acatenangensis), товстолисті дуби (Quercus crassifolia), довгоквітконіжкові дуби (Quercus peduncularis), мексиканські білі дуби (Quercus polymorpha) та гостролисті дуби (Quercus acutifolia). У сосново-дубових лісах Сьєрра-Мадре-де-Чіапасу поширені різноманітні лишайники та мохи, натомість судинних епіфітів зустрічається мало, ймовірно, через токсичність сосен та дубів.
Серед дерев, поширених у гірських лісах Гватемали, слід відзначити гватемальську ялицю (Abies guatemalensis),мексиканський кипарис (Hesperocyparis lusitanica), мексиканський болотяний кипарис (Taxodium mucronatum) та різні види сосен (Pinus spp.). У сосново-дубових лісах, поширених на низьких висотах в центрі та на заході Гондурасу, переважають мексиканські жовті сосни (Pinus oocarpa) та різні види дубів (Quercus spp.), а у лісах, поширених на більших висотах, — гладкокорі сосни (Pinus pseudostrobus) та американські амброві дерева (Liquidambar styraciflua). У соснових лісах, поширених в департаменті Нуева-Сеговія на півночі Гондурасу, на висоті 400-700 м над рівнем моря, переважають мексиканські жовті сосни (Pinus oocarpa), тонкохвойні сосни (Pinus maximinoi) та текунуманські сосни (Pinus tecunumanii). Серед дерев, що переважають у залишках сосново-дубових лісів Сальвадору, слід відзначити мексиканську жовту сосну (Pinus oocarpa), духмяні кедрели (Cedrela odorata), вулканічні клетри (Clethra suaveolens), виїмчасті окотеї (Ocotea sinuata) та різні види дубів (Quercus spp.) і періменіумів (Perymenium spp.)
Загалом сосново-дубові ліси екорегіону характеризуються високим різноманіттям, особливо серед сосен (Pinus spp.). Тут зустрічаються найпівденніші популяції таксонів, характерні для помірних регіонів Північної Америки, зокрема сосен (Pinus spp.), ялиць (Abies guatemalensis), кипарисів (Hesperocyparis lusitanica), ясенів (Fraxinus hondurensis та Fraxinus uhdei) та тисів (Taxus globosa).

## Фауна
Фауна екорегіону характеризується великим різноманіттям. Серед великих ссавців, поширених в екорегіоні, слід відзначити білохвостого оленя (Odocoileus virginianus), центральноамериканську мазаму (Mazama temama), ошийникового пекарі (Dicotyles tajacu), центральноамериканського тапіра (Tapirus bairdii), центральноамериканську коату (Ateles geoffroyi) та колумбійського ревуна (Alouatta palliata), а також найбільших хижаків Центральної Америки — ягуарів (Panthera onca) та пум (Puma concolor).
Серед інших хижих ссавців, поширених у сосново-дубових лісах Центральної Америки, слід відзначити оцелота (Leopardus pardalis), маргая (Leopardus wiedii), ягуарунді (Herpailurus yagouaroundi), койота (Canis latrans), сіру лисицю (Urocyon cinereoargenteus), тайру (Eira barbara), кінкажу (Potos flavus), какоміцлі (Bassariscus sumichrasti), пухнастохвостого олінго (Bassaricyon gabbii), білоносу носуху (Nasua narica), довгохвостого скунса (Mephitis macroura), південного плямистого скунса (Spilogale angustifrons) та звичайного ракуна (Procyon lotor). 
Також в екорегіоні поширені численні дрібні ссавці, зокрема флоридські кролики (Sylvilagus floridanus), центральноамериканські агуті (Dasyprocta punctata), мексиканські рудочереві вивірки (Sciurus aureogaster), пістряві вивірки (Sciurus variegatoides), вивірки Деппе (Sciurus deppei), великовухі лазаючі миші (Ototylomys phyllotis), мексиканські оленячі миші (Peromyscus mexicanus), ацтекські миші (Peromyscus aztecus), мексиканські врожайниці (Reithrodontomys mexicanus), врожайниці Суміхраста (Reithrodontomys sumichrasti), мексиканські лісові хом'яки (Neotoma mexicana), мексиканські коенду (Coendou mexicanus), віргінські опосуми (Didelphis virginiana), південні опосуми (Didelphis marsupialis), мексиканські мишачі опосуми (Marmosa mexicana), дев'ятипоясні броненосці (Dasypus novemcinctus), північні тамандуа (Tamandua mexicana), верапаські мідиці (Sorex veraepacis) та різноманітні рукокрилі, зокрема сірі язикаті кажани (Glossophaga leachii) та сірі короткохвості кажани (Carollia subrufa).
Ендемічними або майже ендемічними представниками екорегіону є гватемальські полівки (Microtus guatemalensis), маянські миші (Peromyscus mayensis), гватемальські оленячі миші (Peromyscus guatemalensis), чіапаські оленячі миші (Peromyscus zarhynchus), орісабські оленячі миші (Peromyscus beatae), чубаті оленячі миші (Habromys lophurus), короткохвості співочі миші (Scotinomys teguina), дрібнозубі врожайниці (Reithrodontomys microdon), високогірні рисові хом'яки (Handleyomys rhabdops), нікарагуанські лісові хом'яки (Neotoma chrysomelas), центральноамериканські мідиці (Cryptotis orophila), гондураські коротковухі мідиці (Cryptotis hondurensis), коротковухі мідиці Мерріама (Cryptotis merriami), високогірні ширококігтеві бурозубки (Cryptotis oreoryctes) та ширококігтеві бурозубки Гудвіна (Cryptotis goodwini).
Серед поширених в екорегіоні птахів слід відзначити каліфорнійського голуба (Patagioenas fasciata), мексиканського голубка (Zentrygon albifacies), малого ані (Crotophaga sulcirostris), мексиканського дрімлюгу (Antrostomus arizonae), великого серпокрильця-вилохвоста (Panyptila sanctihieronymi), зеленого колібрі (Colibri thalassinus), строкатохвостого колібрі (Tilmatura dupontii), багряногорлого колібрі (Lamprolaima rhami), північного колібрі-герцога (Eugenes fulgens), мексиканського колібрі-жарокрила (Eupherusa eximia), мексиканського колібрі-сапфіра (Basilinna leucotis), аметистовогорлого колібрі-самоцвіта (Lampornis amethystinus), широкохвостого колібрі-крихітку (Selasphorus platycercus), рудокрилу амазилію-берила (Saucerottia beryllina), блакитноголову агиртрію (Saucerottia cyanocephala), неоарктичного яструба (Accipiter striatus), віргінського пугача (Bubo virginianus), темну сову (Asio stygius), вусату сплюшку (Megascops trichopsis), гірського сичика-горобця (Glaucidium gnoma), гірського трогона (Trogon mexicanus), волохатого дятла (Leuconotopicus villosus), чорноволу гілу (Melanerpes formicivorus), панамського катіту (Bolborhynchus lineola), гватемальську мурашницю (Grallaria guatimalensis), соснового бекарда (Pachyramphus major), великого піві (Contopus pertinax), соснового піві-малюка (Empidonax affinis), золотистого піві-малюка (Empidonax flavescens), вохристого піві-малюка (Empidonax fulvifrons), рудого монудо (Mitrephanes phaeocercus), каштановобокого віреона (Vireolanius melitophrys), андійського віреона (Vireo leucophrys), однобарвну сойку (Aphelocoma unicolor), чорноголову сизойку (Cyanocitta stelleri), білогорлого дрозда (Turdus assimilis), сальвадорського дрозда (Turdus infuscatus), гірського дрозда-короткодзьоба (Catharus frantzii), бронзовокрилого солітаріо (Myadestes occidentalis), сірого чубака (Ptiliogonys cinereus), ялинового шишкаря (Loxia curvirostra), соснового чижа (Spinus pinus), неотропічного чижа (Spinus notatus), чорноголового кіпаля (Hesperiphona abeillei), гондураську гутураму (Chlorophonia elegantissima), рудого пінсона (Aimophila rufescens), мексиканського юнко (Junco phaeonotus), великого заросляка (Atlapetes albinucha), мінливобарвного зеленника (Chlorospingus flavopectus), чорнокрилого трупіала (Icterus chrysater), мексиканського пісняра (Oreothlypis superciliosa), південного пісняра-лісовика (Setophaga graciae), чорногорлу чернітку (Myioborus miniatus), білокрилу чернітку (Myioborus pictus), золотобрового коронника (Basileuterus belli), вогнисту пірангу (Piranga bidentata) та садового квіткокола (Diglossa baritula). Також у лісах регіону зимують численні перелітні північноамериканські птахи, зокрема рідкісні золотощокі пісняри-лісовики (Setophaga chrysoparia).
Ендемічними або майже ендемічними представниками екорегіону є мексиканські пенелопи (Penelopina nigra), рогаті пенелопи (Oreophasis derbianus), білолобі перепелиці (Dendrortyx leucophrys), західні перепелиці-клоуни (Cyrtonyx ocellatus), малахітові колібрі (Abeillia abeillei), руді колібрі-шаблекрили (Pampa rufa), гватемальські колібрі-ельфи (Selasphorus ellioti), сальвадорські колібрі-вилохвости (Doricha enicura), зеленогорлі колібрі-самоцвіти (Lampornis viridipallens), зелені колібрі-самоцвіти (Lampornis sybillae), синьохвості амазилії-берили (Saucerottia cyanura), чіяпські сови (Strix fulvescens), чіапські сплюшки (Megascops barbarus), білоброві сичі (Aegolius ridgwayi), гватемальські сичики-горобці (Glaucidium cobanense), довгохвості квезалі (Pharomachrus mocinno), блакитногорлі момоти (Aspatha gularis), гватемальські деколи (Colaptes mexicanoides), червоногорлі аратинги (Psittacara rubritorquis), північні тирани-малюки (Zimmerius vilissimus), рудоволі москверо-чубані (Xenotriccus callizonus), кучеряві паї (Cyanocorax melanocyaneus), чорногорлі гагери (Cyanolyca pumilo), чорноголові ластовиці (Atticora pileata), рудоброві волоочки (Troglodytes rufociliatus), білочереві пересмішники (Melanotis hypoleucus), рудошиї дрозди (Turdus rufitorques), панамські дрозди (Turdus plebejus), строкатогруді дрозди-короткодзьоби (Catharus dryas), жовтошиї чіапи (Melozone leucotis), рудощокі чіапи (Melozone biarcuata), гватемальські чижі (Spinus atriceps), жовточереві трупіали (Icterus maculialatus), рожевоголові червонії (Cardellina versicolor) та сині семілеро (Amaurospiza concolor).

## Збереження
Стан збереження сосново-дубових лісів Центральної Америки різниться від країни до країни. У гватемальській та сальвадорській частинах екорегіону, де спостерігається висока густота населення, значна частина сосново-дубових лісів була знищена або значно деградувала, натомість у Гондурасі велика частина сосново-дубових лісів є відносно незайманою, хоча вона піддається широкому спектру антропогенних впливів. Основними загрозами для збереження природи регіону є масштабна вирубка заради деревини та дрів, а також розширення сільськогосподарських угідь.
Оцінка 2017 року показала, що 42 329 км², або 29 % екорегіону, є заповідними територіями. Природоохоронні території включають:
- Біосферний заповідник Ель-Тріунфо[en], Біосферний заповідник Ла-Сепультура[en], Біосферний заповідник вулкану Такана[en], Національний парк Лагунас-де-Монтебелло[en] та Національний парк Каньйон-дель-Сумідеро[es] в Мексиці;

- Національний парк Лагуна-Лахуа[es], Національний парк Серро-Ель-Баул[en], Національний парк Насьйонес-Унідас[en], Національний парк Лос-Апосентос[es] та Біосферний заповідник Тріфініо[en] в Гватемалі;

- Національний парк Ель-Бокерон[en], Національний парк Лос-Волканес[en] та Національний парк Монтекрісто[en] в Сальвадорі;

- Національний парк Сьєрра-дель-Агальта[en], Національний парк Селаке[en], Національний парк Серро-Асуль-Меамбар[en], Національний парк Ла-Тігра[en], Національний парк Монтанья-де-Комаягуа[en], Національний парк Монтекрісто-Тріфініо[en], Національний парк Патука[en], Біосферний заповідник Ріо-Платано та Біосферний заповідник Тавака-Асагні[en] в Гондурасі;

- Природний заповідник Серро-Апанте[es], Природний заповідник Серро-Кумайка-Серро-Алегрі[en], Природний заповідник Ель-Ареналь[en], Природний заповідник Серро-Гуабуле[en], Природний заповідник Серро-К'ябук-Лас-Брісас[en], Природний заповідник Тісей-Ла-Естансуела[es], Природний заповідник вулкану Ялі[es], Природний заповідник Кордильєро-Діспіто-Халапа[en], Природний заповідник Сьєрра-Амеріске[en], Природний заповідник Тепесомото-Патасте[en] та Національну пам'ятку каньойну Сомото[en] в Нікарагуа.

У 1982 році Біосферний заповідник Ріо-Платано був внесений до списку Світової спадщини ЮНЕСКО. Низку водно-болотних угідь, розташованих в екорегіоні, визнано Рамсарськими водно-болотними угіддями міжнародного значення.